# Calamus guruba
Calamus guruba är en enhjärtbladig växtart som beskrevs av Buch.-ham. och Carl Friedrich Philipp von Martius. Calamus guruba ingår i släktet Calamus och familjen Arecaceae. Inga underarter finns listade i Catalogue of Life.